# Cyllopoda osiris
Cyllopoda osiris är en fjärilsart som beskrevs av Pieter Cramer 1777. Cyllopoda osiris ingår i släktet Cyllopoda och familjen mätare. Inga underarter finns listade i Catalogue of Life.